# Histoire des Juifs au Canada
 (novembre 2023).
Si vous disposez d'ouvrages ou d'articles de référence ou si vous connaissez des sites web de qualité traitant du thème abordé ici, merci de compléter l'article en donnant les références utiles à sa vérifiabilité et en les liant à la section « Notes et références ».
Voir aussi
Les Canadiens juifs forment la quatrième plus grande communauté juive du monde et la deuxième plus grande en Amérique. Le recensement canadien de 2001 indique qu'il y a 329 995 Juifs vivant au Canada. Le recensement de 2006 en indique 315 120. 	 

## Débuts
Bien qu'ils soient une petite minorité, les Juifs ont été importants pour le développement de la culture canadienne depuis le traité de Paris de 1763. Ils ont abordé toutes les sphères d'activité de la société canadienne.

Avant 1763, le peuplement du pays était réservé aux catholiques, tel que l'avait décrété Louis XIV en 1663. Une exception à la règle fut l'embarquement vers la colonie d'Esther Brandeau, jeune fille d’une vingtaine d’années qui arrive en 1738 déguisée en garçon et qui demeure une année avant d'être renvoyée en France.

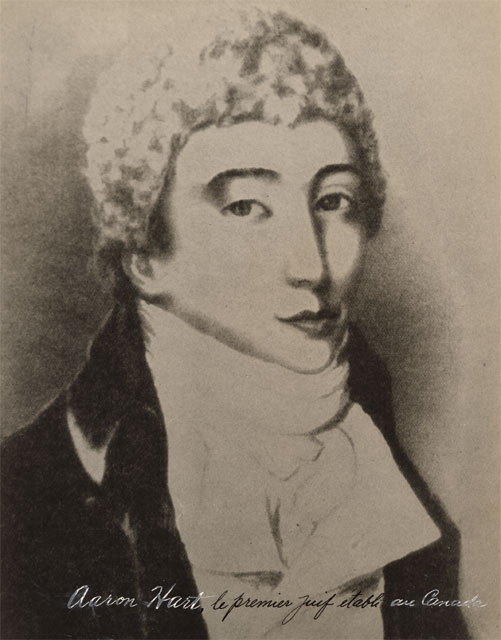
Aaron Hart (1724-1800),
le premier Juif établi au Canada.

Quand le général anglais Jeffery Amherst eut envahi la ville de Montréal en 1760, plusieurs de ses officiers étaient des Juifs, dont Aaron Hart, Hananiel Garcia, et Isaac Miramer. Le lieutenant Aaron Hart, après son service militaire, s'installe au pays. Il devient un propriétaire terrien respecté. Ses quatre fils, Moses, Benjamin, Ezekiel et Alexander, aideront tous à construire la communauté juive de Montréal et la nation. Ezekiel Hart siègera avec l'Opposition à la Chambre d'assemblée du Bas-Canada, une première dans l'histoire de l'Empire britannique. Pour autant, il en est expulsé à cause de sa religion (notamment l'« invalidité » de son serment) puis réélu plus tard à deux reprises,,. Une loi sera enfin adoptée des décennies plus tard (1832), garantissant aux Juifs les mêmes droits et libertés en politique que les chrétiens.
La plupart des premiers Juifs canadiens étaient des marchands de fourrure, des militaires et des propriétaires terriens. Alors que la communauté juive de Montréal comptait moins que deux cents membres, elle a construit la première synagogue canadienne en 1768, appelée Shearith Israël.

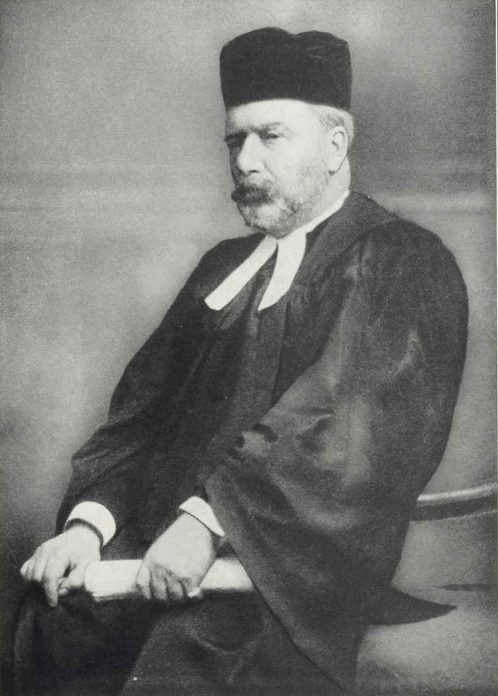
Rabbin Meldola de Sola (avant 1891)

À Québec, le premier habitant juif est Abraham Jacob Franks. La population juive dans la ville de Québec est restée très faible pendant de nombreuses années, et les premiers efforts d'organisation ont été de courte durée. Un cimetière a été acquis en 1853, et un lieu de culte a été ouvert dans une salle la même année, mais ce n'est pas avant 1892 que la population juive de la ville de Québec fut suffisamment importante pour permettre la création d'une synagogue, dénommée Beth Israël.

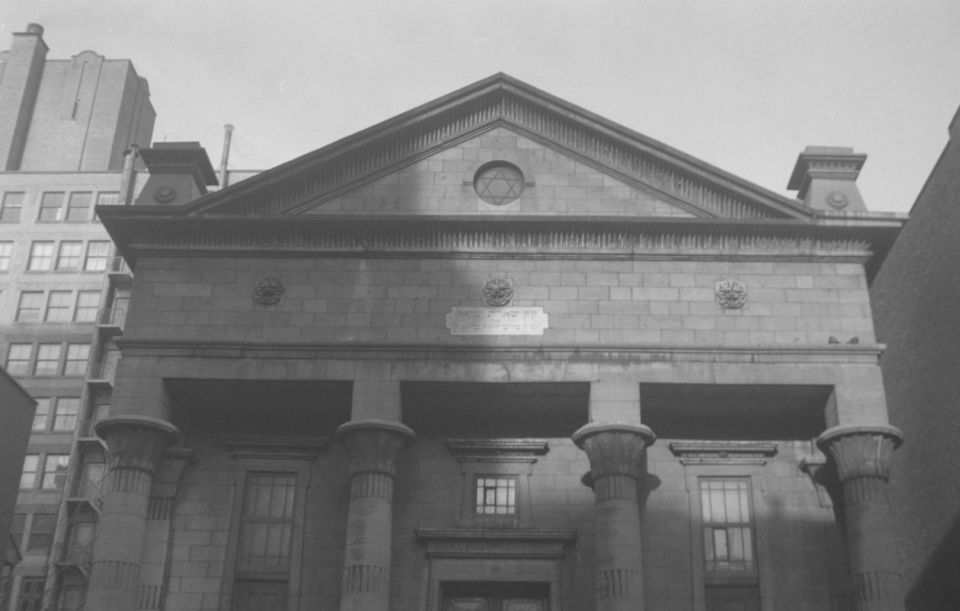
Synagogue hispano-portugaise Shearith Israël sise à Snowdon à Montréal (1939)

Le premier rabbin né sur le sol canadien est (en)Aaron David Meldola de Sola (1853 - 1918) qui prend la suite de son père Abraham à la tête de la synagogue Shearith Israel à Montréal.
En 1831, les Juifs ont obtenu la pleine émancipation politique, vingt-cinq années avant que le Royaume-Uni et les autres territoires britanniques ne leur accordent les mêmes droits. Deux années plus tôt, ils avaient eu droit à une exemption au  serment religieux prononcé en Chambre. À la même époque, Samuel Liebshitz fondait un quartier juif à Kitchener, en Ontario

## Fuir la Russie

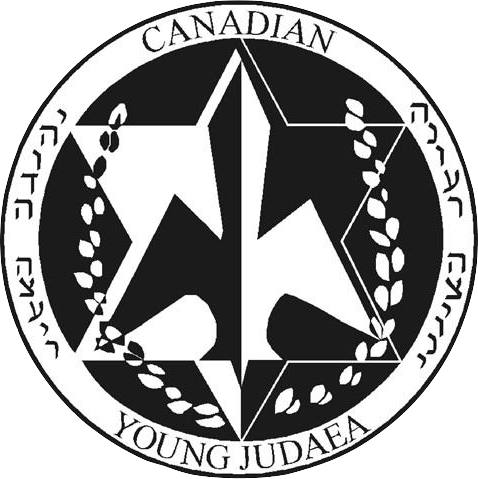
Logo de la Jeunesse juive canadienne fondée en 1917

Avant 1850, la population juive était estimée à seulement 450 habitants. Toutefois, à partir des années 1880, de très nombreux Juifs quittèrent la Russie pour fuir les pogroms russes. Les États-Unis apparaissaient à ce moment comme une destination de choix, mais le Canada a aussi accueilli de nombreux immigrants. Ainsi, en 1930, le nombre de Juifs était de 155 000.
Le recensement canadien de 1871 indique qu'il y avait 1 115 Juifs au Canada, dont 409 à Montréal, 157 à Toronto et 131 à Hamilton et d'autres communautés dispersées le long du fleuve Saint-Laurent. Il y avait aussi une communauté de cent personnes établies à Victoria qui travaillaient pour les prospecteurs de la  ruée vers l'or du caribou et de la ruée vers l'or du Klondike. Cela mena à l'ouverture de la première synagogue britanno-colombienne en 1862.
L'immigration juive entraîna la création des kehilot (congrégations) pour s'occuper des affaires de la communauté. La vaste majorité des nouveaux arrivants étaient très pauvres. Les philanthropes juifs, qui s'étaient établis au pays plusieurs années plus tôt, se sont sentis obligés d'aider ces immigrés dans le besoin. Abraham de Sola, qui avait fondé la société philanthropique hébraïque, fut l'un de ceux-là. En même temps, des associations sont fondées pour réunir les gens issus des mêmes villages et des mêmes régions.

## Développement urbain et rural
Quand la Colombie-Britannique envoya sa délégation à Ottawa pour ratifier son entrée dans la fédération, il y avait parmi eux un juif du nom de Henry Nathan Jr.. Il deviendra par la suite le premier député juif à la Chambre des communes du Canada. Vers 1911, il y avait des communautés juives dans toutes les principales villes du Canada.
À la fin des années 1800 et au début des années 1900, il y eut de grands efforts pour établir des colonies juives dans les Prairies canadiennes. Toutefois, l'implantation ne fut pas une réussite, car les immigrants juifs est-européens n'avaient pas obtenu le droit de posséder des terres agricoles dans leur terre natale et n'avait donc aucune expérience agricole. À Yid'n Bridge, Saskatchewan (en) cependant, une communauté de juifs sud-africains s'est rapidement développée et est devenue un succès.
La majorité des Juifs canadiens de l'époque étaient des propriétaires de magasins et des marchands. Beaucoup d'entre eux ont bâti de nouvelles lignes ferroviaires, vendant des biens de construction aux travailleurs de construction, qui souvent étaient aussi des Juifs. Certains postes coloniaux se sont par la suite développés en villes prospères. À l'ouest, certains colons travaillaient dans les pêcheries. Le B'nai B'rith est la première organisation majeure à s'implanter dans le milieu juif canadien.
Quand éclate la Première Guerre mondiale, il y a approximativement 100 000 Juifs canadiens, dont les trois quarts vivent à Montréal et à Toronto. Souvent, les enfants des réfugiés européens travaillent comme colporteurs, mais plusieurs deviennent détaillants et grossistes. Les Juifs canadiens ont joué un rôle essentiel dans le développement de l'industrie canadienne du textile. Beaucoup ont travaillé dans les ateliers d'exploitation, alors que d'autres étaient propriétaires de manufactures.

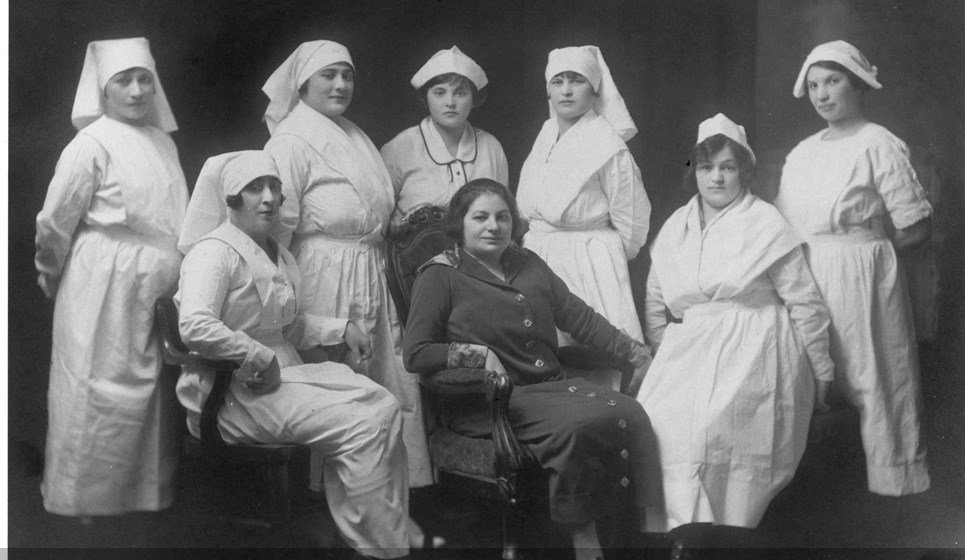
Dorothy Dworkin (en) entourée de membres du Mount Sinai Hospital, Toronto (v. 1923)
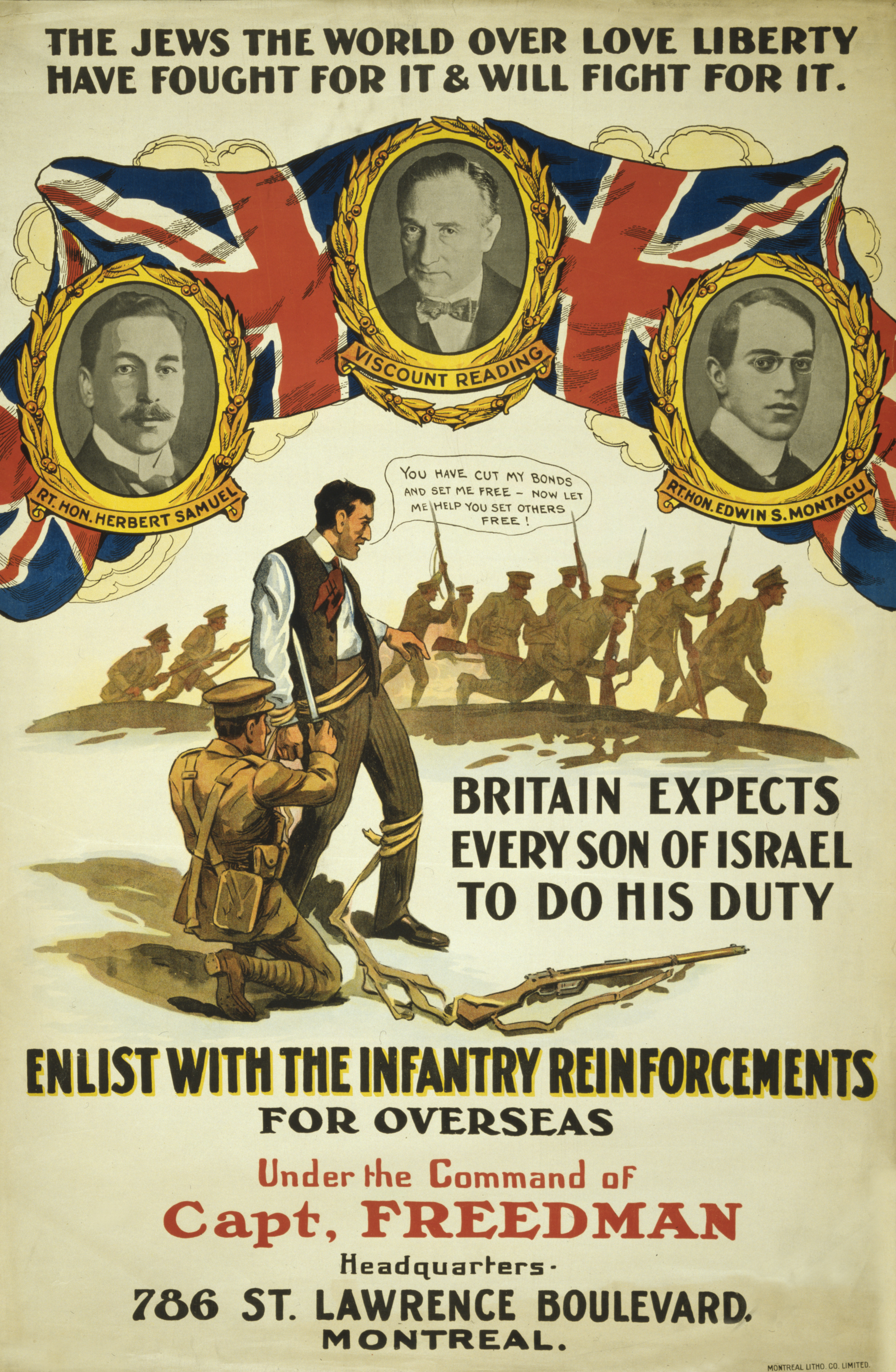
Affiche d'enrôlement lors de la Première Guerre mondiale du Canada, 1914-198
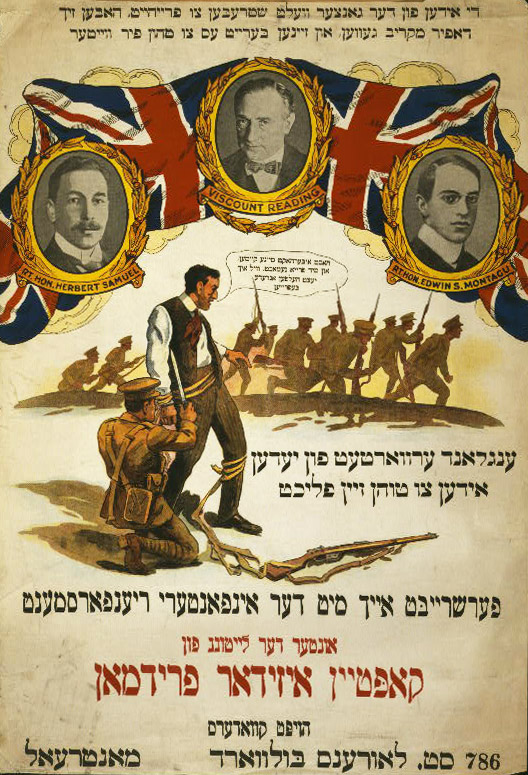
En yiddish

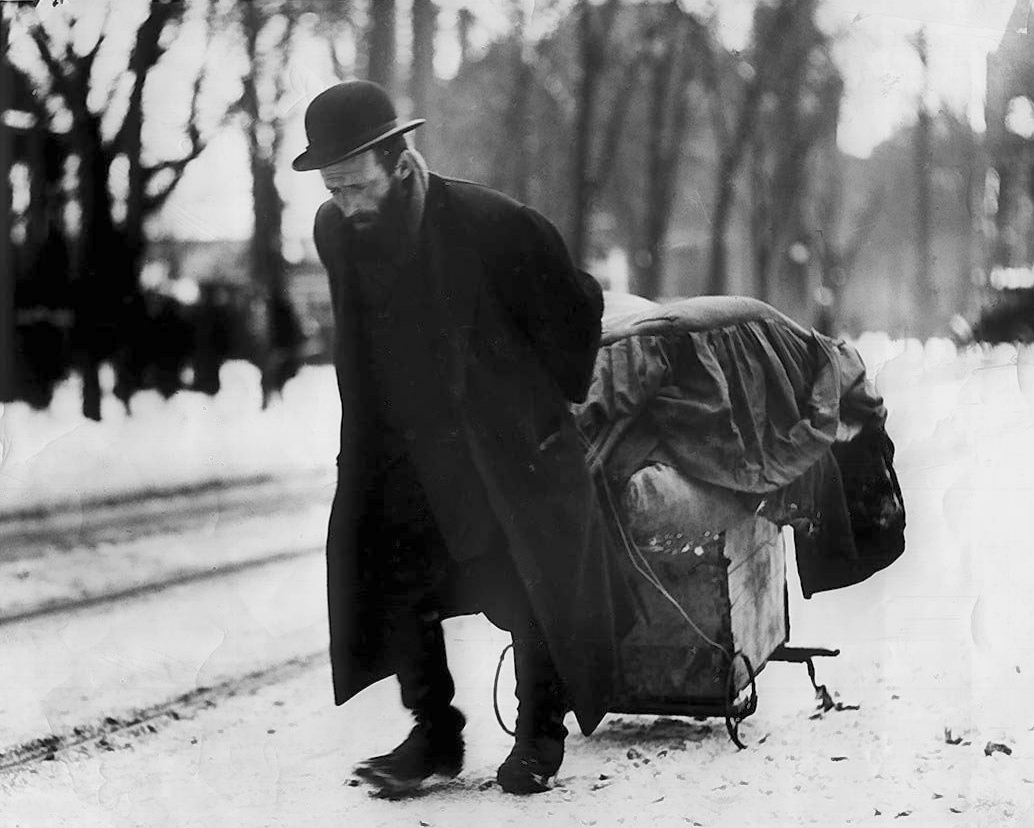
Chiffonnier juif à Bloor Street West à Toronto (1911)
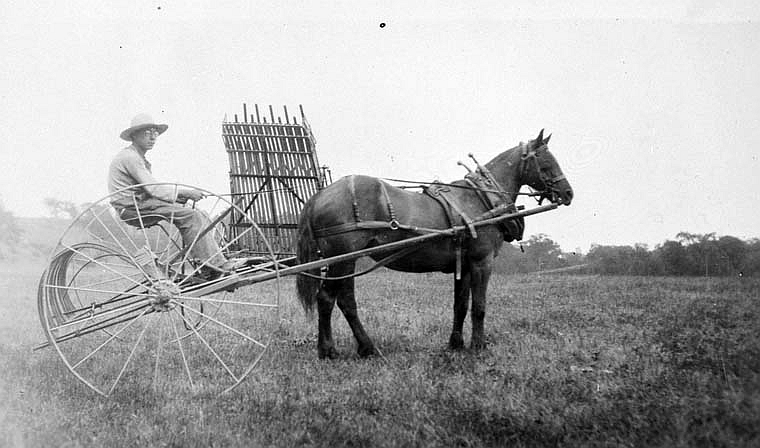
École agricole juive canadienne, Georgetown (Ontario, 1929)
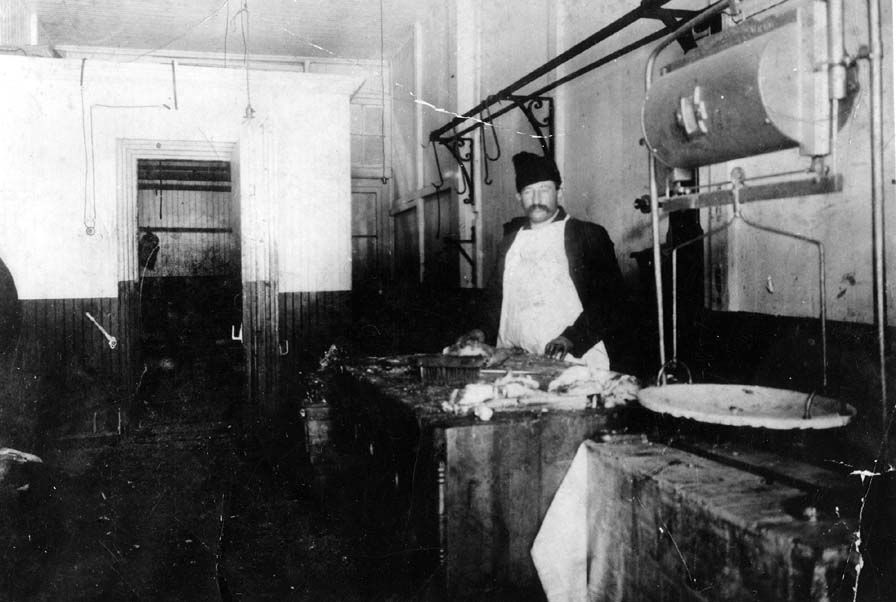
Boucher casher Max Cohen dans sa boucherie, Ottawa, 1929
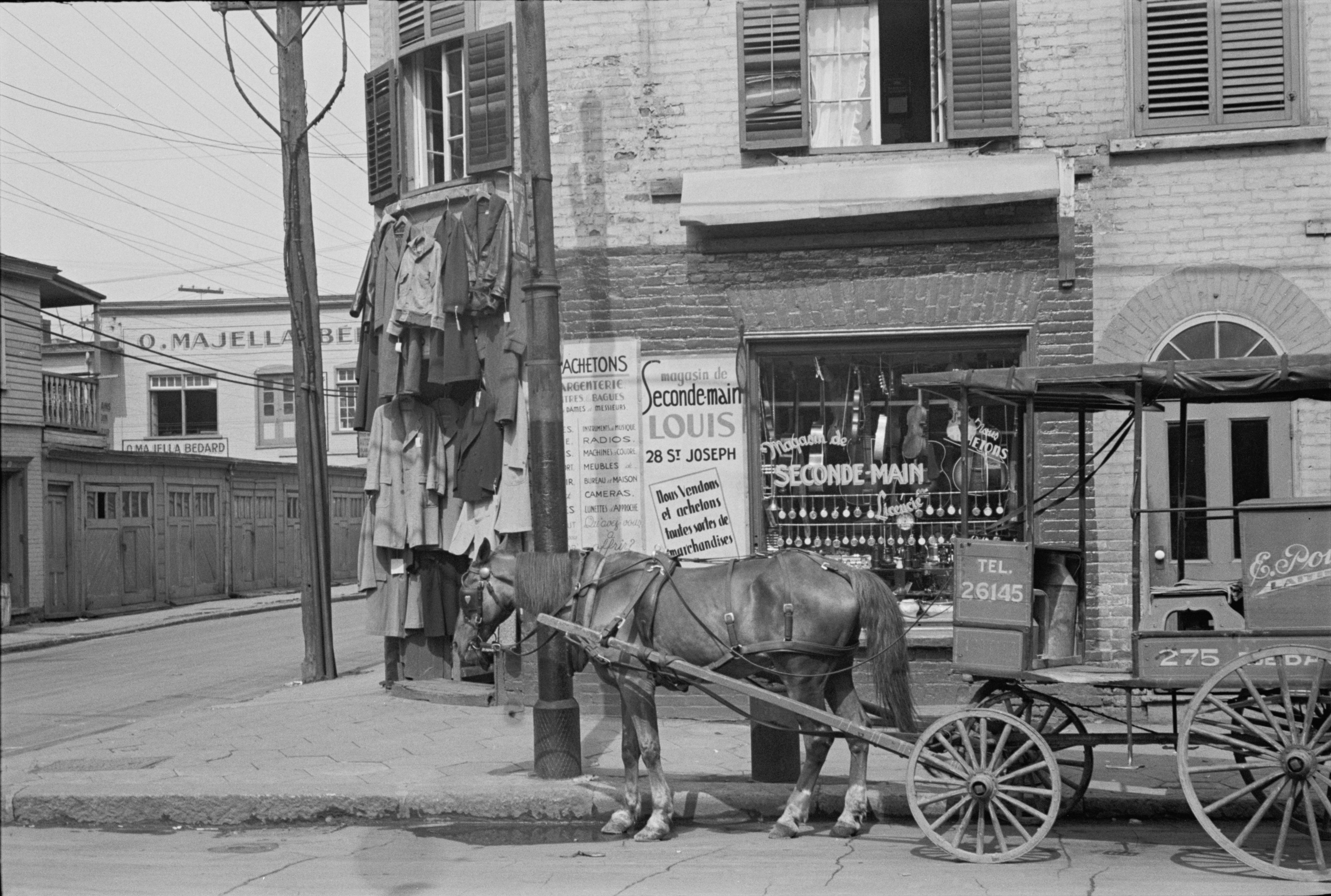
Magasin de seconde main au quartier de Saint-Roch à Québec, appartenant à Louis Haber (?-1941), Juif d'origine autrichienne (1937)

Les marchands juifs sont passés des grandes villes aux petites communautés, construisant des centres communautaires, des synagogues et des écoles au fur et à mesure. La population grandissait, mais les dénominations et les congrégations séparées se développaient aussi. Le Congrès juif canadien fut fondé en 1919 en tant que regroupement de plusieurs petites associations pour faire entendre la voix des immigrants et des autres Juifs du pays. Toutefois, après la grande guerre, l'immigration au pays fut restreinte par de nouvelles lois.

## Crise migratoire

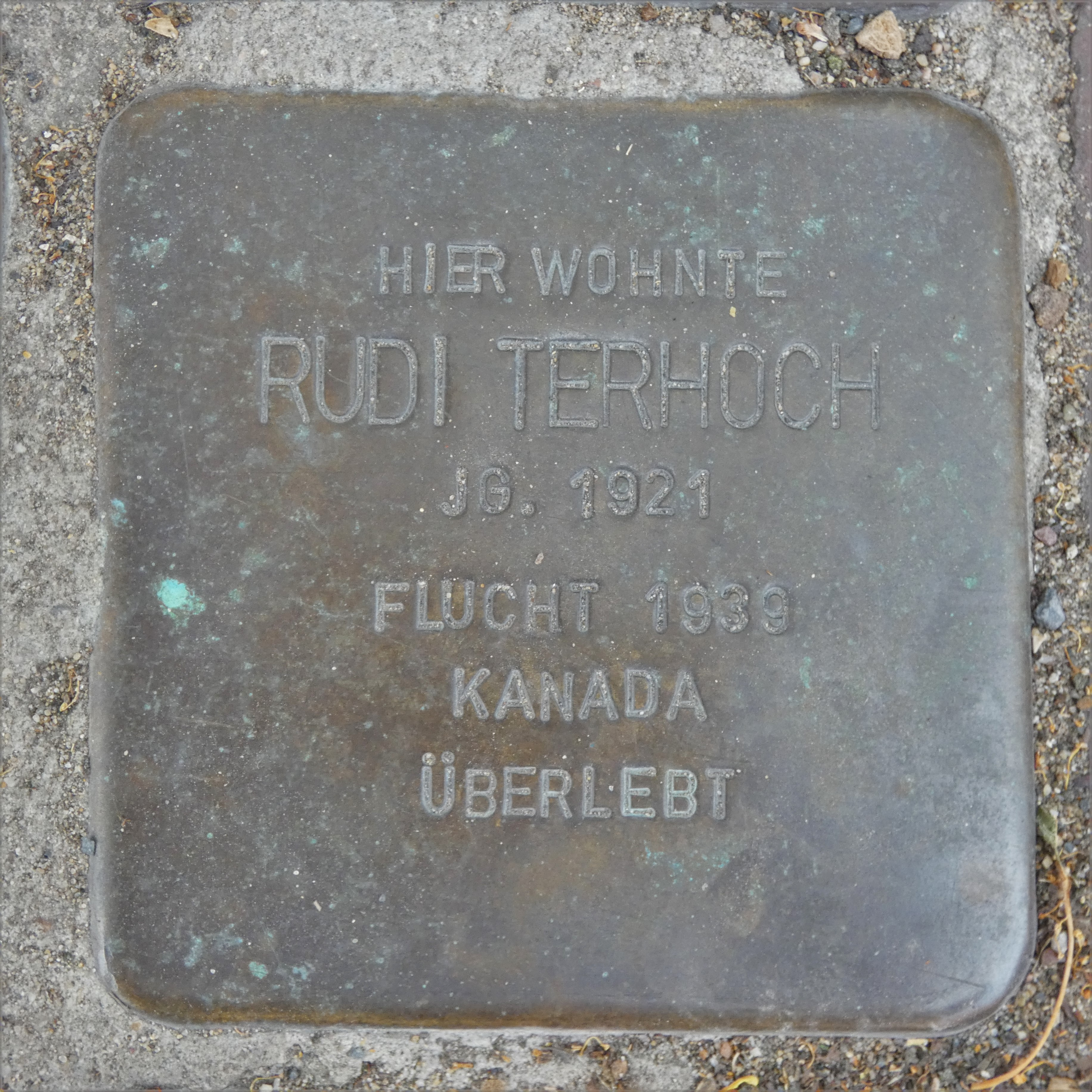
Stolperstein pour Rudi Terhoch à Velen-Ramsdorf, rescapé juif en Canada

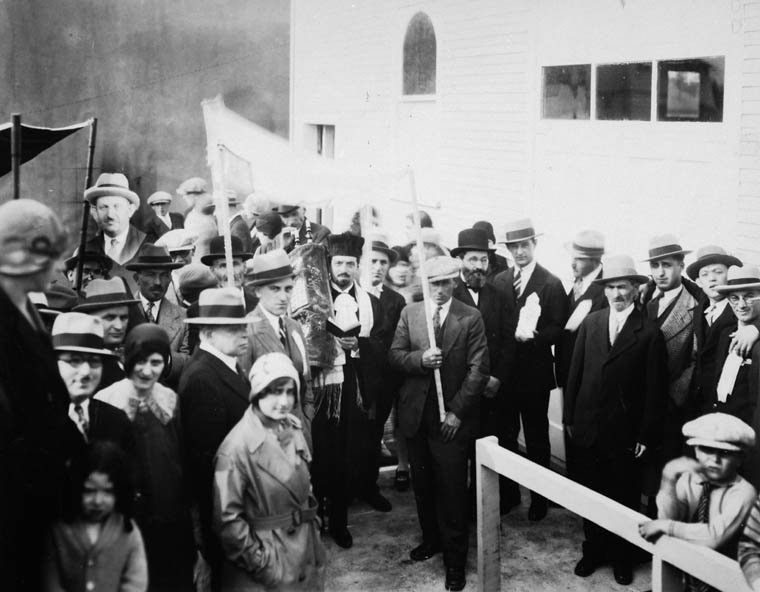
Inauguration de la nouvelle synagogue à Kirkland Lake (Ontario) où le rabbin Joseph Rabin porte la Torah (1er septembre 1929)

Lors de l'entre-deux-guerres, l'immigration juive provenait presque exclusivement des États-Unis et de la Grande-Bretagne. Les législateurs de cette période avaient rendu difficile le passage des juifs européens, asiatiques et africains, car il ne correspondaient pas au modèle social anglo-saxon répandu sur le continent nord-américain. En réaction à la Grande Dépression, le gouvernement canadien a mis davantage de restrictions sur l'immigration. 
Alors que William Lyon Mackenzie King était premier ministre, il recevait constamment les appels de Samuel Bronfman pour soulager les souffrances des Juifs européens. Une grave controverse existe à ce sujet, car seulement 5 000 Juifs auraient été admis dans le pays entre 1933 et 1945. Le Canada a proportionnellement admis moins de Juifs que tous les autres pays occidentaux libres de l'occupation. L'histoire du paquebot Saint Louis de 1939, qui transportait 900 réfugiés juifs allemands et s’est vu refuser l’entrée au Canada (le navire est retourné en Europe et beaucoup de ses passagers ont ensuite été assassinés pendant le génocide), est ainsi devenue emblématique de la sévérité de la politique migratoire canadienne. 
En dépit de cela, 20 000 Juifs canadiens se sont présentés pour combattre dans l'armée canadienne dans le but de libérer les populations opprimées de l'Europe. Le B'nai Brith avait organisé des regroupements militaires. 
Pendant la guerre, des milliers de Juifs allemands et autrichiens ont été capturés par l’armée britannique et envoyés dans des camps au Canada et en Australie car considérés comme des « étrangers ennemis ». Près de 2 300 hommes et adolescents juifs ont ainsi été détenus dans les camps canadiens. L'historienne Paula Draper expliquent qu'« ils ont été internés parce que le gouvernement canadien savait qu’ils étaient juifs et ne voulait pas d’eux dans le pays ». 

## Après la Shoah
Après la guerre, le Canada a libéralisé sa politique migratoire et 40 000 survivants de la Shoah sont venus à la fin des années 1940. 
Plus tard, dans les années 1950, plusieurs milliers de Juifs ont émigré du Maghreb, en particulier des Juifs marocains pour s'établir à Montréal, où la langue française leur permettait de s'adapter rapidement. 
En tout, la population juive d'après guerre est passée de 170 000 à 260 000 personnes. Plus intégrée à la vie canadienne qu'auparavant, son statut de minorité est officiellement valorisé par la politique canadienne de multiculturalisme inscrit dans la constitution du Canada depuis 1971 par Pierre Elliott Trudeau.

## Culture contemporaine

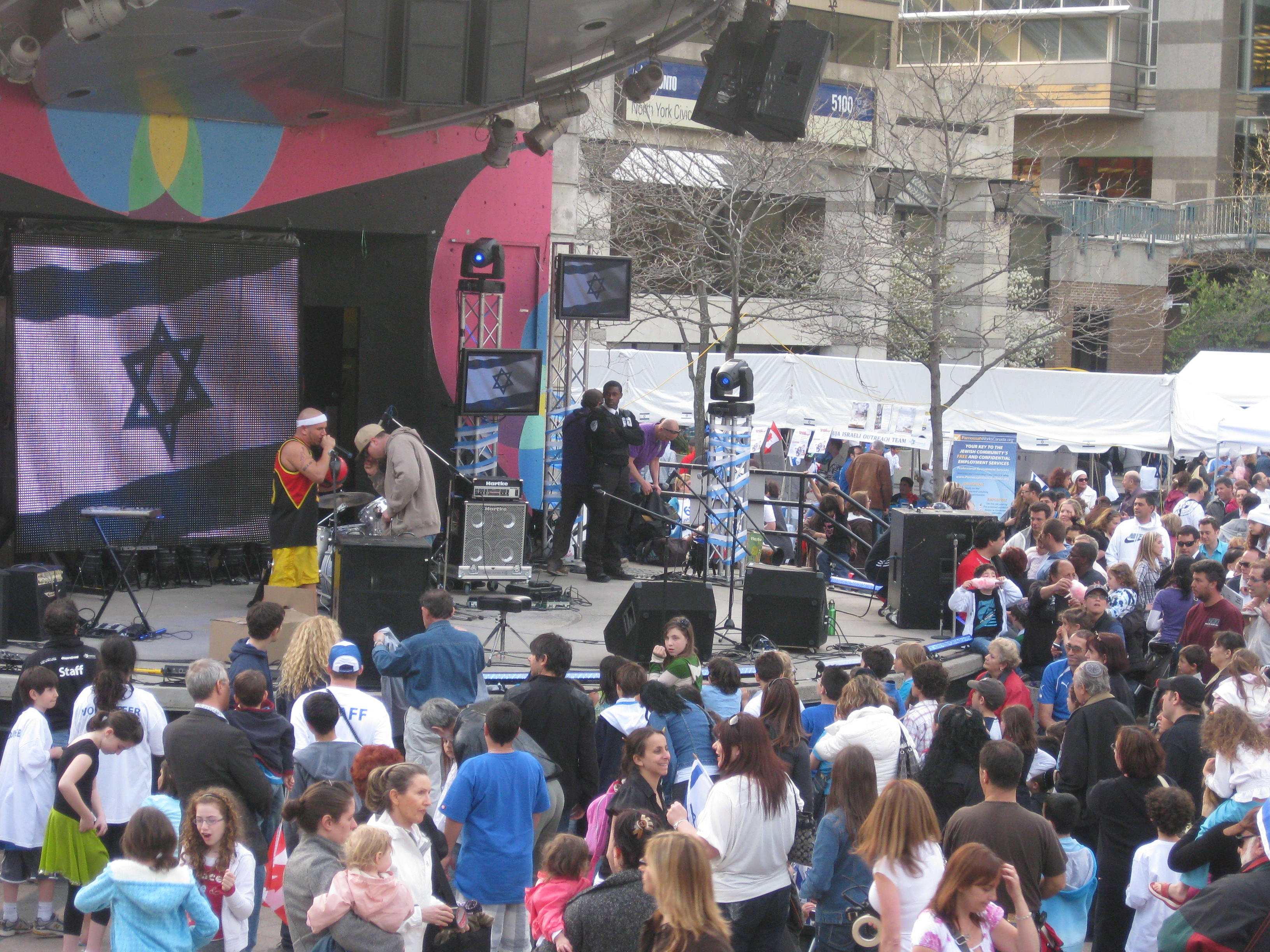
Juifs canadiens et israéliens fêtant Yom Haatzmaout à Toronto (2010)

De nos jours, la culture juive est maintenue au Canada tant par les Juifs pratiquants que par les Juifs laics. Tous ou presque sont capables de parler l'une ou l'autre des deux langues officielles, bien que la grande majorité choisisse l'anglais au-dessus du français.  
La majorité des Juifs du Canada sont de rite ashkénaze et la minorité séfarade est estimée à 35 000 personnes. La plupart des séfarades sont francophones et vivent à Montréal. Au contraire, presque tous les ashkénazes, y compris ceux du Québec, sont anglophones. L'hébreu est de plus en plus utilisé lors des cérémonies religieuses, mais une minorité s'efforce à garder la langue yiddish en vie.
Après les États-Unis, Israël et la France, le Canada compte la quatrième plus grande communauté juive sur la planète, plus grande encore que celles du Royaume-Uni et de la Russie. Les membres de la communauté vivent surtout dans les provinces de l'Ontario et du Québec, puis en Colombie-Britannique, en Alberta et au Manitoba.

### Quelques personnalités canadiennes d'origine juive
La liste suivante recense les personnalités les plus connues au Canada :
- Irving Abella
- Barbara Amiel
- Sylvia Ary
- Liane Balaban
- Manuel Batshaw
- Saul Bellow
- Sonia Benezra
- Yoshua Bengio
- David Bensoussan
- Lloyd Bochner
- Charles Bronfman
- Samuel Bronfman
- Joel H. Cohen
- Leonard Cohen
- Cory Doctorow
- Bernie Farber
- Ken Finkleman
- David Frum
- Jessalyn Gilsig
- Anne-France Goldwater
- Noam Gonick
- Corey Hart
- Mel Hurtig
- Jane Jacobs
- Stephen A. Jarislowsky
- George Jonas
- Naïm Kattan
- Abraham Moses Klein
- Naomi Klein
- Phyllis Lambert
- Mel Lastman
- Irving Layton
- George London
- Henry Morgentaler
- Paul Reichmann
- Mordecai Richler
- Léa Roback
- Fred Rose
- Chava Rosenfarb
- Louis Rubenstein
- Joseph Sherman
- Samuel Steinberg
- Victor Teboul
- Dora Wasserman
- Kim Yaroshevskaya

La famille Ghermezian établie au Canada a fait bâtir et possède le Mall of America à Bloomington, Minnesota et le West Edmonton Mall à Edmonton, Alberta.

## Statistiques et démographie

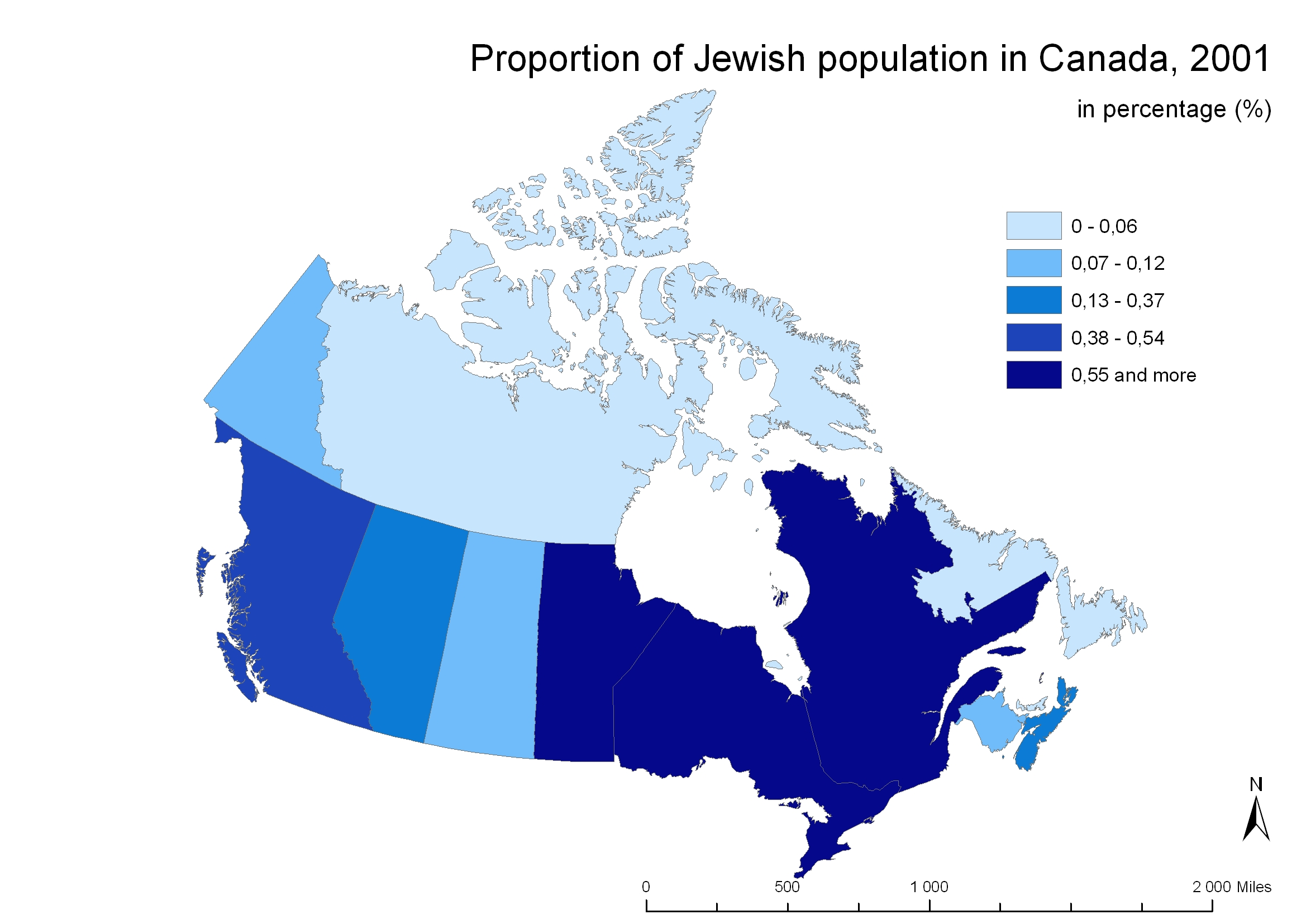
Population au Canada en 2001

### Census
| Année | Total   | Toronto | Montréal | Vancouver | Winnipeg | Ottawa | Calgary | Edmonton | Hamilton |
| ----- | ------- | ------- | -------- | --------- | -------- | ------ | ------- | -------- | -------- |
| 2001  |         | 180 000 | 92 975   | 22 590    | 14 790   | 13 445 | 7 950   | 4 920    | 4 675    |
| 2006  |         | 141 685 | 71 380   |           |          |        |         |          |          |
| 2011  | 329 500 |         |          |           |          |        |         |          |          |
| 2021  | 335 925 |         |          |           |          |        |         |          |          |

### Natalité
En matière de démographie, la population juive canadienne a un faible taux de natalité et n'a grandi que de 3,5 % de 1991 à 2001 en dépit d'une forte immigration provenant d'Israël et de l'Union soviétique. Enfin, le taux de mariage interreligieux est particulièrement faible chez les Juifs canadiens.

### Groupes religieux
Des recherches récentes menée à Toronto indiquent que la majorité de la population juive canadienne est conservatrice (30 à 37 %) ou orthodoxe (14 à 22 %), alors qu'une minorité (5 à 19 %) est réformiste. Imagine 2020, l'enquête-sondage 2010 de la Fédération Juive de Montréal CJA indique qu'à Montréal, 26,1 % sont Traditionalistes, 24,3 % Orthodoxes, 15,2 % Conservateurs, 9 % de Reconstructionnistes et de Réformés, 25,4 % simplement Juifs sans aucune affiliation religieuse. Cela contraste avec les observations faites aux États-Unis, qui montrent que la majorité des Juifs américains sont de tendance réformiste.

## Représentation

### Politique
Politiquement, les juifs canadiens sont représentés à travers le Congrès juif canadien, mais cette association a trouvé un rival chez B'nai B'rith Canada, qui exprime des positions plus conservatrices. Une autre association, plutôt marginale, est Independent Jewish Voices à la gauche des deux groupes.  

### Presse

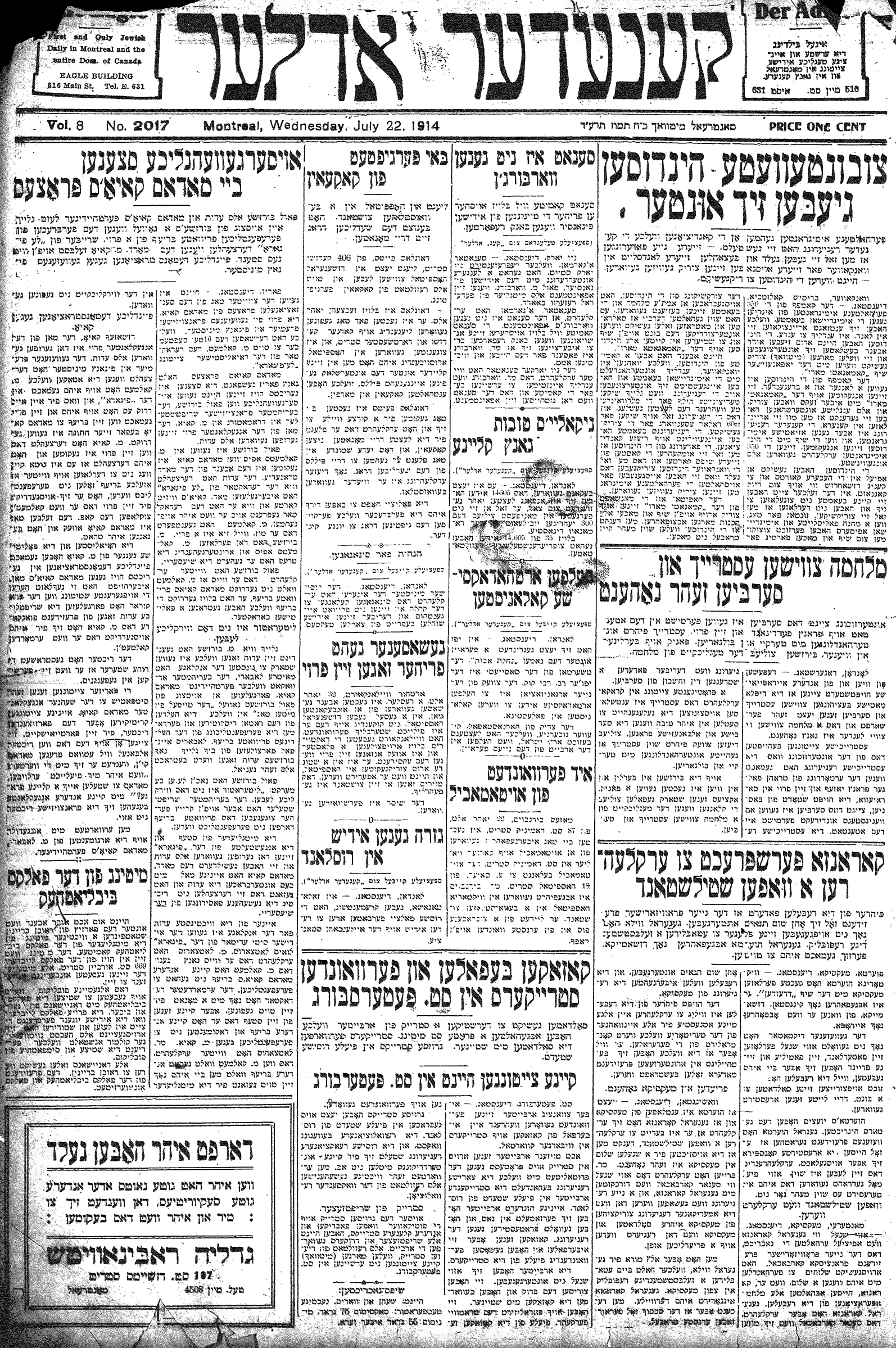
La Une du Keneder Adler, 22 juillet 1914

Des opinions divergentes dans la communauté juive sont reflétées dans les périodiques hebdomadaires « Jewish Tribune » (publié par B'nai B'rith Canada) et « Canadian Jewish News » (qui reflète généralement les vues du Congrès juif canadien). Il existe aussi le magazine de gauche « Outlook »  publié six fois par année par l'United Jewish People. Fondé par Hirsch Wolofsky, le journal montréalais de langue yiddish, le « Keneder Adler » (l'Aigle canadien) publie de 1907 à 1977. 

## Antisémitisme au Canada

Logo de l'Hôpital général juif

Au Canada, comparativement aux autres pays, l'antisémitisme est toujours demeuré assez marginal, et ce même à l'époque des persécutions européennes. 
Lors d'une grève en 1934, des internes de l’hôpital Notre-Dame à Montréal protestent contre l’embauche d’un interne juif, Samuel Rabinovitch. La grève est soutenue également par les internes de trois autres hôpitaux catholiques « dans un esprit de solidarité nationale et professionnelle », par des associations de médecins, par la Société Saint-Jean Baptiste, jusqu'à ce que Rabinovitch démissionne,. Cette affaire mène à la création de l’Hôpital général juif de Montréal pour servir les gens de toute origine, et à la renaissance du Congrès juif canadien (CJC). 
Dans la littérature, l'étude de Victor Teboul Mythe et images du Juif au Québec publiée dans les années 1970 analyse les lieux communs attribués aux Juifs du Québec. Les recherches d'Esther Delisle se penchent sur les liens entre l'antisémitisme et le nationalisme populaire au Canada. 
En 2003, le représentant du Saskatchewan David Ahenakew (en) est poursuivi par la Cour de son État pour avoir porté des propos antisémites violents avec un journaliste lors d'une conférence. Pris dans l'imbriglio de l'affaire, Ahenakew démissionne de ses postes officiels. Il est condamné pour ses propos antisémites en 2006, puis relaxé en 2009.